# Curchy
Curchy es una comuna francesa situada en el departamento de Somme, en la región de Alta Francia.

## Demografía
| 395 | 358 | 314 | 300 | 302 | 297 | 303 |
| Para los censos de 1962 a 1999 la población legal corresponde a la población sin duplicidades (Fuente: INSEE [Consultar]) |     |     |     |     |     |     |